# Jalpatagua
Jalpatagua – niewielka miejscowość w południowo-wschodniej Gwatemali, w departamencie Jutiapa, około 26 km na południowy zachód od stolicy departamentu, miasta Jutiapa, oraz około 35 km na zachód od granicy z Salwadorem. Miasto leży na wyżynie, u podnóża gór Sierra Madre de Chiapas, na wysokości 515 m n.p.m. Według danych szacunkowych w 2012 roku liczba ludności miasta wyniosła 19 611 mieszkańców. 

## Gmina Jalpatagua
Jest siedzibą władz gminy o tej samej nazwie, która w 2012 roku liczyła 25 392 mieszkańców.  Gmina jak na warunki Gwatemali jest średniej wielkości, a jej powierzchnia obejmuje 204 km². Gmina ma charakter rolniczy.    